# Ardense Pijl
De Ardense Pijl (Frans: Flèche ardennaise) is een eendaagse wielerwedstrijd die (hoofdzakelijk) wordt verreden in de Belgische provincie Luik. De wedstrijd wordt sinds 1966 georganiseerd en was van 1966-1995, in 1999 en van 2006-2009 een amateurkoers. In de tussenliggende jaren en vanaf 2010 prijkt(e) de koers op de internationale wielerkalender en maakt(e) deel uit van de UCI Europe Tour met een categorie van 1.2.
Van 1966-1968 werd er gekoerst van Waver naar Luik, van 1972-1973 en in 1980 was Verviers start- en finishplaats, in 1978 was dit Petit-Rechain, in 1982 en van 1985-1987 Grand-Rechain. In 2006 werd Herve start- en finishplaats en vanaf 2021 werd dit Stavelot. 

## Ereplaatsen
| Jaar                                           | Winnaar                | 2e plaats              | 3e plaats              |
| ---------------------------------------------- | ---------------------- | ---------------------- | ---------------------- |
| 1966                                           | Willy Van Neste        | Emile Coppens          | Jozef Van Hout         |
| 1967                                           | Valère Van Sweevelt    | Edward Weckx           | Frans Mintjens         |
| 1968                                           | Roger De Vlaeminck     | Ronny Van De Vijver    | Emile Cambré           |
| 1969                                           | Joseph Bruyère         | Etienne Antheunis      | Emile Cambré           |
| 1970                                           | Theo Dockx             | Eddy Verstraeten       | Marcel Sennen          |
| 1971                                           | Luc Van Goidsenhoven   | Louis Verreydt         | Theo Dockx             |
| 1972                                           | Gustaaf Hermans        | Louis Verreydt         | Theo Dockx             |
| 1973                                           | Lieven Malfait         | Ludo Noels             | Theo Dockx             |
| 1974                                           | Jos Geysemans          | Benny Schepmans        | Hendrik Vandenbrande   |
| 1975                                           | Jean-Luc Vandenbroucke | Willy Van Den Ouweland | Leopold Verboven       |
| 1976                                           | Wim Mijngheer          | René Martens           | Frank Hoste            |
| 1977                                           | René Martens           | Guido Van Calster      | Ortaire Goossens       |
| 1978                                           | Ronny Claes            | Fons De Wolf           | Maurice Van Heer       |
| 1979                                           | Daniel Plummer         | Ronny Claes            | Guy Nulens             |
| 1980                                           | Jan Nevens             | Patrick Vermeulen      | Luc De Decker          |
| 1981                                           | Dany Schoonbaert       | Marc Van Den Brande    | Patrick Hermans        |
| 1982                                           | Eric Vanderaerden      | Noël Segers            | Willem Van Eynde       |
| 1983                                           | Franky Van Oyen        | Eric Van Lancker       | Jules Dubois           |
| 1984                                           | Dirk Ghyselinck        | Willy Boden            | Luc Van Roy            |
| 1985                                           | Luc Ronsse             | Benny Heylen           | Paul Bernaert          |
| 1986                                           | Greg Moens             | Patrick Roelandt       | Edwig Van Hooydonck    |
| 1987                                           | Benny Heylen           | Marc Mertens           | Nico Roose             |
| 1988                                           | Johan Pauwels          | Christian Desaeger     | Jim Van De Laer        |
| 1989                                           | Eddy Bouwmans          | Martien Kokkelkoren    | Daniel Van Steenbergen |
| 1990                                           | Bart Leysen            | Tom Desmet             | Marc Wauters           |
| 1991                                           | Stéphane Galbois       | Dany Alaerts           | Anton Tak              |
| 1992                                           | Nico Desmet            | Erwin Thijs            | Jean-Pierre Dubois     |
| 1993                                           | Casper van der Meer    | Kurt Van Lancker       | Steven Van Aken        |
| 1994                                           | Steven Van Aken        | Danny In 't Ven        | Hendrik Van Dyck       |
| 1995                                           | Tony Bracke            | Laurent Lefèvre        | Mario Aerts            |
| 1996                                           | Benoît Salmon          | Marc Streel            | Patrice Halgand        |
| 1997                                           | Christian Henn         | Ludo Dierckxsens       | Frank Corvers          |
| 1998                                           | Erwin Thijs            | Carlo Bomans           | Tom Stremersch         |
| 1999                                           | Pierrick Fédrigo       | Wesley Theunis         | Kevin Hulsmans         |
| 2000                                           | Thomas Voeckler        | Johan Dekkers          | Anthony Charteau       |
| 2001                                           | Roeslan Hrysjtsjenko   | Andrej Kasjetsjkin     | David Plas             |
| 2002                                           | Roeslan Hrysjtsjenko   | Geoffroy Lequatre      | Sergej Lagoetin        |
| 2003                                           | Jukka Vastaranta       | Maksim Iglinski        | Mathieu Heijboer       |
| 2004                                           | Jeremy James           | Sven Nevens            | Jean-Paul Simon        |
| 2005                                           | Francis De Greef       | James Lewis Perry      | Gianni Meersman        |
| 2006                                           | Gil Suray              | Geert Steurs           | Pieter Jacobs          |
| 2007                                           | Sébastien Delfosse     | Jean-Marc Bideau       | Florian Guillou        |
| 2008                                           | Jan Bakelants          | Aurélien Duval         | Guillaume Bonnafond    |
| 2009                                           | Sander Armée           | Laurens De Vreese      | Fabio Polazzi          |
| 2010                                           | Thomas Degand          | Nikita Umerbekov       | Laurens De Vreese      |
| 2011                                           | Zico Waeytens          | Michaël Savo           | Kenneth Vanbilsen      |
| 2012                                           | Clément Lhotellerie    | Jimmy Janssens         | Sander Helven          |
| 2013                                           | Silvan Dillier         | Tom Dernies            | Dimitri Claeys         |
| 2014                                           | Stefan Küng            | Loïc Vliegen           | Boris Dron             |
| 2015                                           | Loïc Vliegen           | Gaëtan Bille           | Sam Oomen              |
| 2016                                           | Jeroen Meijers         | Brecht Dhaene          | James Shaw             |
| 2017                                           | Harm Vanhoucke         | Stephen Williams       | Lennert Teugels        |
| 2018                                           | Cees Bol               | Jimmy Janssens         | Sjoerd Bax             |
| 2019                                           | Simon Pellaud          | Romain Bacon           | Martin Schäppi         |
| 2020-2021 niet verreden vanwege coronapandemie |                        |                        |                        |
| 2022                                           | Romain Grégoire        | Lennart van Eetvelt    | Thomas Gloag           |
| 2023                                           | Menno Huising          | Francesco Busatto      | William Junior Lecerf  |
| 2024                                           | Milan Donie            | Jarno Widar            | Pau Martí              |
| 2025                                           | Jarno Widar            | Lorenzo Finn           | Mats Wenzel            |

### Meervoudige winnaars
| Overwinningen | Renner               | Jaren      |
| ------------- | -------------------- | ---------- |
| 2             | Roeslan Hrysjtsjenko | 2001, 2002 |

### Overwinningen per land
| Overwinningen | Land                          |
| ------------- | ----------------------------- |
| 39            | België                        |
| 6             | Frankrijk                     |
| 5             | Nederland                     |
| 3             | Zwitserland                   |
| 2             | Oekraïne                      |
| 1             | Australië, Duitsland, Finland |